# Terra incognita

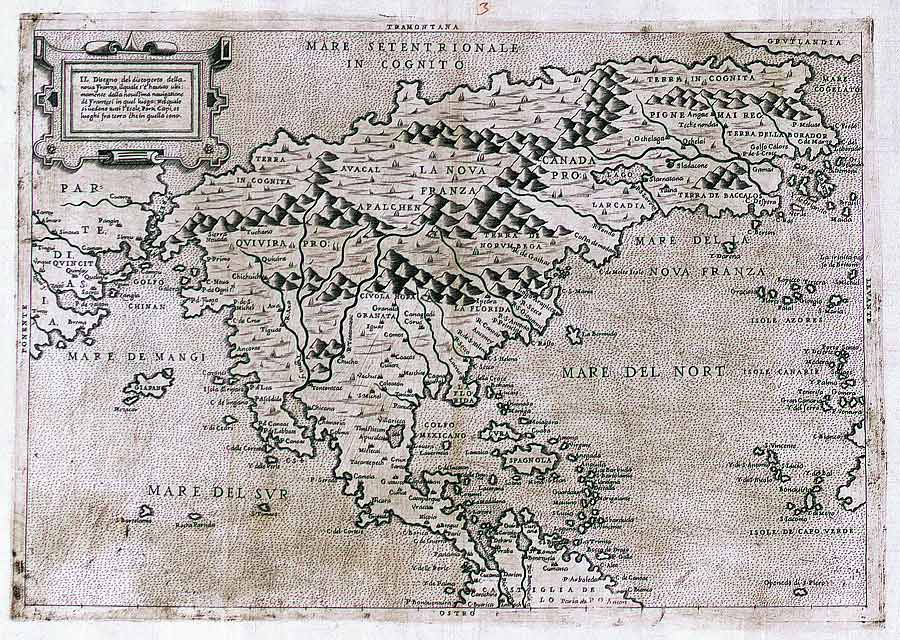
Mappa dell'America del Nord del 1566 che mostra in italiano sia la scritta Terra In Cognita sia quella di Mare In Cognito

Terra incognita o terra ignota è un termine utilizzato in cartografia per indicare un'area sconosciuta non ancora esplorata. L'espressione non si trova nei testi antichi, ma si incontra per la prima volta in quelli del XVI secolo. La dicitura equivalente sulle mappe francesi è Terres inconnues (al plurale) mentre su alcune mappe inglesi si trova talvolta Parts Unknown. 
Analogamente, i mari sconosciuti vengono etichettati con la dicitura Mare incognitum.
Una leggenda metropolitana afferma che i cartografi etichettavano tali regioni con la locuzione latina HIC SVNT DRACONES (qui ci sono i draghi): anche se è ipotizzabile che luoghi sconosciuti incutevano paura e portavano a ritenere che fossero abitati da bestie fantastiche come i draghi, tanto da raffigurarli sulle stesse mappe, c'è da dire che l'unica mappa a noi pervenuta che riporta tale dicitura è la Hunt–Lenox Globe conservata nella Biblioteca Pubblica di New York.
A ogni modo, gli antichi Romani e i cartografi medievali usavano la frase HIC SVNT LEONES (qui ci sono i leoni) per contrassegnare sulle mappe i territori sconosciuti.
Talvolta, il termine Terra incognita fa riferimento alla Terra Australis, il continente di cui si ipotizzava l'esistenza nell'emisfero australe per bilanciare il peso del continente euro-asiatico nell'emisfero boreale.
Durante il XIX secolo la scritta Terra incognita scomparve dalle mappe, dal momento che sia le coste che l'interno dei continenti erano stati completamente esplorati. 
La frase viene oggi utilizzata metaforicamente da vari ricercatori per fare riferimento a un soggetto inesplorato o un campo di ricerca.